# Aleksej Jakimenko
Aleksej Andreevič Jakimenko, accreditato anche come Aleksey o Alexei o Alexey Yakimenko nelle competizioni internazionali (in russo Алексей Андреевич Якименко?; Barnaul, 31 ottobre 1983), è uno schermidore russo.
Ha vinto la medaglia di bronzo nella competizione di sciabola maschile a squadre ai giochi olimpici di Atene 2004 insieme a Aleksej D'jačenko, Stanislav Pozdnjakov e Sergej Šarikov.
Ha vinto inoltre un'altra medaglia di bronzo nella sciabola maschile a squadre ai Campionati mondiali di scherma di Torino 2006 insieme a Nikolaj Kovalëv, Aleksej Frosin e Stanislav Pozdnjakov.
Ha vinto i campionati mondiali 2005 in squadra con Pozdnjakov, Frosin e D'jačenko.

## Palmarès
- Giochi olimpici:

Atene 2004: bronzo nella sciabola a squadre.
- Mondiali

L'Avana 2003: oro nella sciabola a squadre.
Lipsia 2005: oro nella sciabola a squadre e bronzo nella sciabola individuale.
Torino 2006: bronzo nella sciabola individuale.
Parigi 2010: oro nella sciabola a squadre.
Catania 2011: oro nella sciabola a squadre.
Budapest 2013: oro nella sciabola a squadre.
Kazan 2014: bronzo nella sciabola individuale.
Mosca 2015: oro nella sciabola individuale e argento nella sciabola a squadre.
Rio 2016: oro nella sciabola a squadre.
- Europei

Bourges 2003: oro nella sciabola a squadre e argento nella sciabola individuale.
Copenaghen 2004: oro nella sciabola a squadre e bronzo nella sciabola individuale.
Zalaegerszeg 2005: oro nella sciabola a squadre.
Smirne 2006: oro nella sciabola individuale e bronzo nella sciabola a squadre.
Gand 2007: oro nella sciabola a squadre e argento nella sciabola individuale.
Kiev 2008: oro nella sciabola a squadre e argento nella sciabola individuale.
Lipsia 2010: oro nella sciabola individuale.
Sheffield 2011: oro nella sciabola individuale e bronzo nella sciabola a squadre.
Legnano 2012: oro nella sciabola individuale e nella sciabola a squadre.
Zagabria 2013: argento nella sciabola a squadre.
Strasburgo 2014: oro nella sciabola individuale e argento nella sciabola a squadre.
Toruń 2016: oro nella sciabola a squadre e bronzo nella sciabola individuale.